# Трансиранская железная дорога
Трансиранская железная дорога — историческая[прояснить] железная дорога длиной в 1394 км, пересекающая Иран с севера на юг через горный массив Загрос, связавшая каспийский порт Бендер-Торкемен с городом Шапур (нынешний Бендер-Хомейни) на берегу Персидского залива и проложенная через несколько крупных городов, включая Тегеран. Постройка дороги велась с 1927 по 1938 год, в период правления шаха Реза из династии Пехлеви. 
В рамках экономических реформ, известных как «Белая революция», инициированных в 1963 году шахом Мохаммедом Реза, Трансиранская железная дорога была продлена и включила в железнодорожную транспортную сеть города Мешхед, Тебриз и Исфахан.

## Российский проект
Идея постройки железной дороги, связывавшей Российскую Империю и Индию, неоднократно высказывалась частными русскими инвесторами в 1889, 1890 и 1905 годах, однако эти предложения отклонялись российским правительством, опасавшимся нарушения географически обусловленной гегемонии России в Персии и ухудшения взаимоотношений с Британской Империей. В 1889 году между Россией и Персией была достигнута договоренность о том, что на территории последней не будет производиться постройка каких-либо железных дорог без согласия на то Российской империи, однако уже в 1910 году Меджлис Ирана, провозглашенный в ходе Конституционной революции, отменил это соглашение. Усиление внутри персидского общества антироссийской партии, наряду с появлением новой угрозы в лице Германии, привели правительство России к необходимости принятия дополнительных мер по защите своих экономических интересов в Персии, в том числе и посредством строительства железных дорог.
Осуществление масштабного проекта строительства железной дороги от Каспийского моря до Персидского залива требовало значительных финансовых вложений, однако Русско-японская война 1905 года и ряд иных обстоятельств резко сократили объем возможных государственных дотаций. Британия также отказалась спонсировать проект. Председатель Государственной думы Российской Империи Николай Алексеевич Хомяков и сторонник Антанты Звегинцев И. А. выдвинули частную инициативу по привлечению средств для постройки железной дороги, связывающей Индию с Европой, для противодействия экономической экспансии Второго Рейха в регионе, который к тому моменту уже завершал строительство Багдадской железной дороги, соединившей Германию и Османскую Империю, и строил планы по расширению железнодорожной сети в направлении Тегерана.
К декабрю 1910 года был образован Трансиранский железнодорожный консорциум, состоящий из двенадцати крупных российских банков, девять из которых заключили ряд соглашений с французскими банками в 1911 году, что обеспечило финансовую поддержку, необходимую для строительства железной дороги. Последним шагом перед началом воплощения проекта в жизнь предполагалось участие британцев, которые должны были выдать Персии кредит суммой от четырех до шести миллионов фунтов-стерлингов в соответствии с планом, разработанным министром иностранных дел России в 1906—1910 годах Александром Петровичем Извольским и министром иностранных дел Сергеем Дмитриевичем Сазоновым. Однако британский вице-король Индии Лорд Керзон уклонился от участия в проекте, высказав подозрения, что Россия покушается на Индию, драгоценную колонию Британской Империи, чем вызвал резкий протест со стороны Сазонова против подобных обвинений. И только в 1912 году финансисты из России, Франции и Великобритании сформировали «Société d’Etudes» («Исследовательское общество») для Трансиранской железной дороги.
Когда Артур фон Гвиннер, председатель правления Банка Германии и Багдадской железной дороги, объявил о планах построить к 1916 году участок железной дороги, соединяющей Багдад с Ханакином, темпы подготовки к созданию Трансиранской железной дороги были ускорены: российская сторона занималась строительством северного отрезка между Астарой и Тегераном и привлечением французских инвестиций в «Société d’Etudes», в то время как британцы действовали в районе Персидского залива.
Потрясшие Османскую империю Балканские войны в 1912—1913 годах привели к нестабильности внутри Персии, что в свою очередь отразилось на инвестиционной привлекательности «Société d’Etudes» и желании вкладчиков кредитовать обанкротившуюся Персию и в очередной раз отложило постройку железной дороги. Сергей Дмитриевич Сазонов предложил, что осуществлению проекта поможет назначение на пост премьер-министра Персии бывшего шахского министра Са’Даула, готового сотрудничать с иностранными державами и приступить наконец к строительству Трансиранской железной дороги даже без согласия на то новообразованного парламента. Однако сэр Эдуард Грей, министр иностранных дел Великобритании, отказался от этого плана из-за личной неприязни к конституционному движению в Иране.
Сложившаяся в Европе после завершения Балканских войн геополитическая ситуация заставила Россию и Великобританию принять вероятность в ближайшем будущем войны с Центральными державами, а потому влекла за собой необходимость упрочнения англо-российских отношений. В то же время Сазонов, раздосадованный неспособностью Британии прийти к компромиссу по маршруту, соединяющему Индию, пригрозил перейти к односторонней постройке северного пути, что в конечном итоге вынудило Эдуарда Грея уступить и согласиться на строительство железной дороги в соответствии с условленными договоренностями. К июню 1914 года началось топографическое обследование участка от Энзели (нынешний Бендер-Энзели) до Тегерана, а в 1915 году были завершены и представлены общественности результаты постройки отрезка от Астары до Тегерана. Однако, поражение России в Первой мировой войне положило конец ее участию в проекте Трансиранской железной дороги.

## Строительство

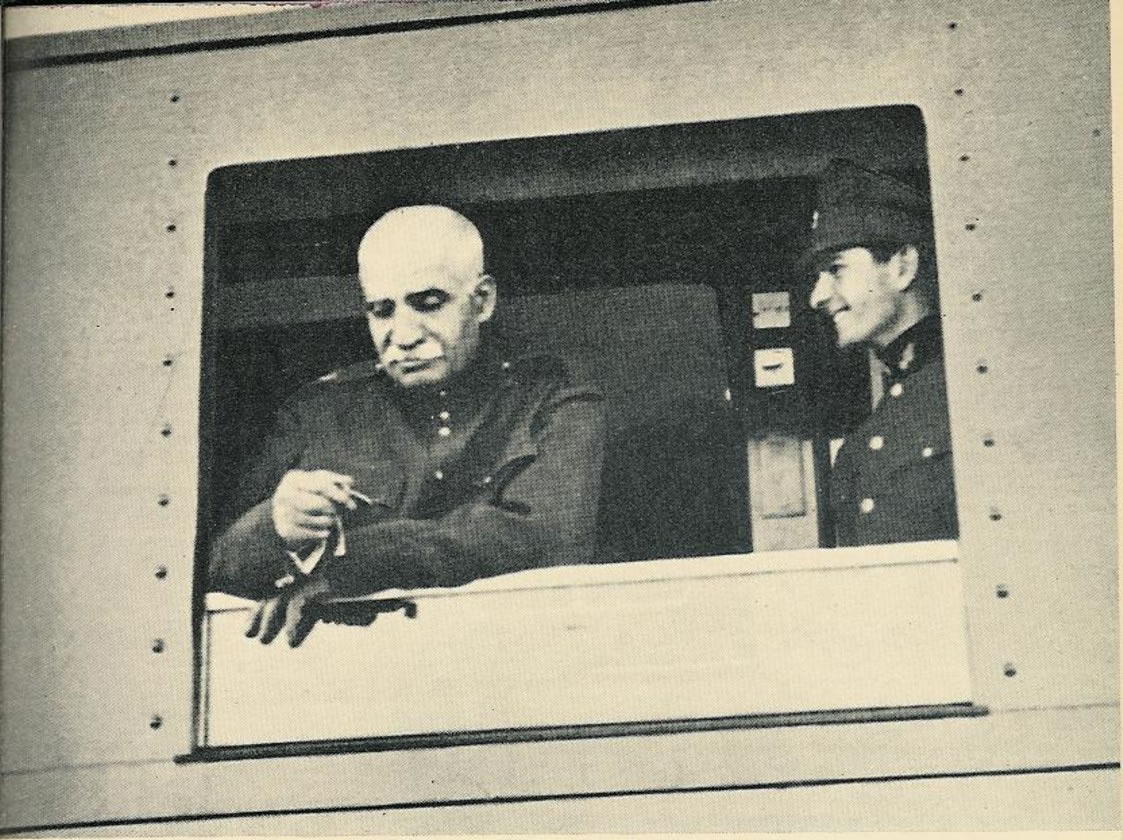
Шах Реза Пехлеви и наследный принц Мохаммед Реза Пехлеви в окне вагона-салона

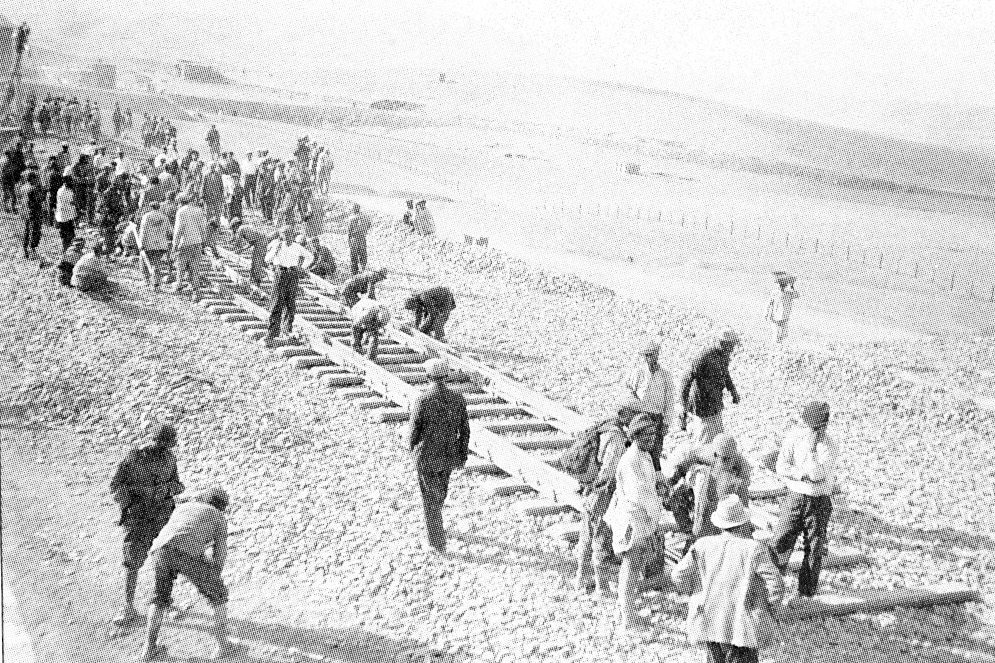
Строительство Трансиранской железной дороги

В 1924 году американская компания «Ulen and Company» произвела техническую и экономическую оценку проекта железнодорожной линии между Хорремшехром и побережьем Каспийского моря, а в 1925 году иранский парламент утвердил закон, предложенный шахом Реза Пехлеви, о строительстве железной дороги на собственные финансовые средства государства, поступающие с налогов от продажи сахара и чая, чтобы избежать дальнейшего наращивания внешнего долга. Первоначально планировалось построить два пробных участка на северном и южном концах предполагаемой Трансиранской железной дороги, для чего американцы в 1927 году создали совместное предприятие под названием «Sindicat du Chemin du Fer en Perse» с немецким консорциумом «Konsortium für Bauausführungen in Persien», образованным тремя немецкими компаниями «Philipp Holzmann», «Bilfinger Berger» и «Siemens-Bauunion».
Немецкие компании начали прокладку 128-километрового отрезка пути от новой гавани Бендер-Торкемена в Каспийском море до Каэмшехра, расположенного в предгорьях Альборза, а американцы протянули линию из Бендера-Шахпура (нынешний Бендер-Хомейни) через Ахваз до Дизфуля. Оба участка шах Реза Пехлеви лично проинспектировал, причем его поездка по северному участку между Бендер-Гезом и Сари прошла благополучно, а на южном участке, построенном американцами, закончилась двумя авариями — дважды шахский вагон сходил с размытого дождями железнодорожного полотна. В результате шах оказался заточенным на две недели в городе Ахваз, где был вынужден ждать завершения проливных дождей до 25 января, а правительство Ирана приостановило выплаты американцам, и те в 1930 году вышли из сделки. В то же время немецкий консорциум, расторгнувший сотрудничество с «Ulen and Company» на конференции в Бад-Киссингене, получил дополнительный контракт на постройку 590 км железной дороги.
Однако немцам не удалось завершить строительство, поскольку правительство шаха Реза желало получить больше контроля над процессом постройки, и в апреле 1933 года Иран заключил контракт с датской фирмой «Kampsax», которая в то время активно занималась строительством железной дороги в Турции и имела дополнительное преимущество как компания из небольшой страны, не представляющая политического риска для независимости Ирана. Менеджеры «Kampsax» выставили 43 лота для субподрядчиков из Европы, США и Ирана, координируя их работу из головного офиса в Тегеране, и привлекли к строительству около 55 000 иранских рабочих. Северным, наиболее гористым и сложным, отрезком пути занимались в основном итальянские компании (в частности «Cogefar-Impresit S.p.A.»), имевшие большой опыт в прорубании туннелей, а единственным крупным контрактом, который получили немцы, было возведение Тегеранского железнодорожного вокзала. Договор предусматривал сдачу объекта к маю 1939 года, но строительство завершилось досрочно и при этом полностью уложилось в бюджет, и, таким образом, Трансиранская железная дорога была официально открыта 26 августа 1938 года.
Общая протяженность железнодорожного полотна составила 1 394 км. Дорога проходит приблизительно через 230 туннелей и 4100 мостов, использует железнодорожные спирали для преодоления резких перепадов высот, а ее самая высокая точка располагается в Эраке на высоте 2 220 метров над уровнем моря. Относительно легкие рельсы, использованные при строительстве, вводят ограничение на допустимую нагрузку на ось передвижного состава.
В процессе строительства был разрешен ряд трудностей, ранее считавшихся непреодолимыми и вынуждавших инженеров отказываться от утвержденного плана и искать обходные пути в соответствии с особенностями местного рельефа и геологии:

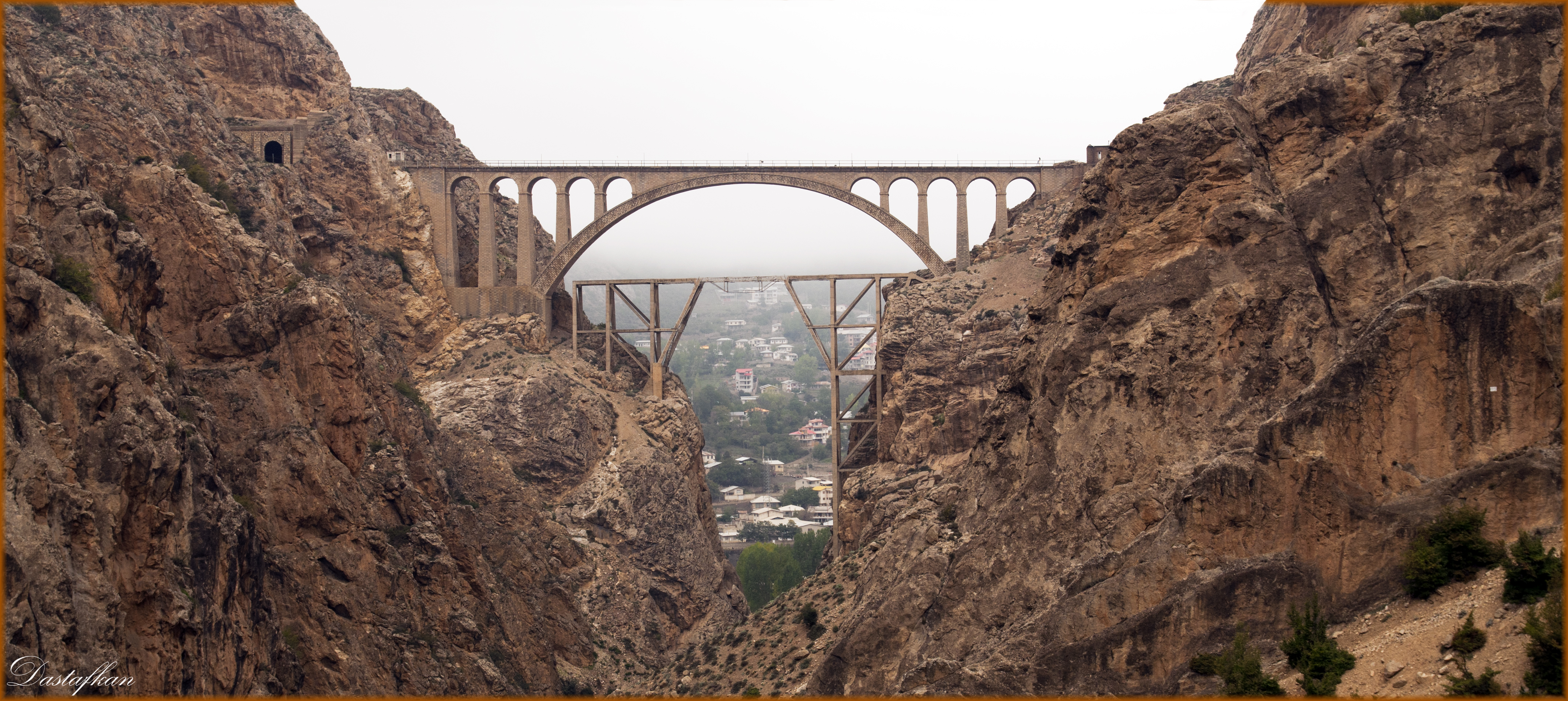
Мост Вереск высотой 110 метров и шириной пролета 66 метров

- Туннель через соляной купол, в котором изменившийся уровень грунтовых вод привел к размыванию соли.
- Туннель, изначально возводимый в твердых породах, но столкнувшийся с отложениями порошкообразного гипса, заполнившими уже прорубленный ход.
- Туннель через пемзу, которая не поддается ни киркам и лопатам, ни взрывотехнике.
- Туннель, столкнувшийся с большой подземной пустотой или пещерой в горах и требующий постройки моста внутри туннеля.
- Узкие ущелья, которые могли быть преодолены только с помощью больших мостов вроде Вереска.

Одним из самых известных участков Трансиранской железной дороги является спираль «Три золотых линии» в провинции Мазендеран с тремя петлями на одном склоне горы.

## Локомотивы
Английская локомотивостроительная компания «Beyer-Peacock» в 1936 году поставила в Иран четыре сочлененных паровоза системы Гарратта типа 2-4-1 + 1-4-2., которые в 1938 году в иранской государственной системе нумерации получили обозначение «класс 86.01». В 1938 году к открытию Трансиранской железной дороги немецкие производители поставили 65 локомотивов. Среди них 49 паровозов принадлежали типу 1-4-0 Consolidations: 24 произведены на заводах Круппа и стали обозначаться как «класс 41.11», 16 — предприятием «Henschel und Sohn» как «класс 41.35» и 9 — фабрикой «Maschinenfabrik Esslingen» как «класс 41.51». Остальные 16 принадлежали типу 1-5-0, были изготовлены «Henschel und Sohn» и получили обозначение «класс 51.01».
Кроме того, в процессе постройки дороги датчане приобрели 10 двухцилиндровых грузовых локомотивов Gölsdorf типа 0-5-0, выпущенные между 1909 и 1915 годами для Австрийской государственной железной дороги компаниями «Wiener Neustädter Lokomotivfabrik», «Lokomotivfabrik Floridsdorf» и «Lokomotivfabrik der StEG» в Вене и «Breitfeld-Daněk» в Богемии. При открытии Трансиранской железной дороги в 1938 году эти локомотивы сохранили за собой австрийское обозначение — «класс 80».

## Экономическая целесообразность
Постройка Трансиранской железной дороги обошлась Ирану в 2 195 180 700 риалов, причем большей частью была обеспечена за счет налогов на сахар (два риала за 3 кг) и чай (шесть риалов за 3 кг), производство которых было национализировано и монополизировано министерством промышленности в рамках экономических реформ шаха Реза Пехлеви. Вопреки ожиданиям российских и британских инициаторов проекта железнодорожная линия лишь незначительно способствовала снижению транспортных расходов внутри страны, а само строительство встретило значительную оппозицию как со стороны иранцев, полагавших, что выделяемые средства могли бы найти лучшее применение, так и со стороны иностранных критиков, в первую очередь британских (в частности генерала Перси Сайкса), видевших большую целесообразность в прокладке железнодорожного маршрута с запада на восток, а не с севера на юг.
Тем не менее, согласно плану экономической модернизации, разработанному под руководством шаха Реза, Трансиранская железная дорога была объявлена финансовым и стратегическим приоритетом, а критические высказывания относительно ее строительства могли грозить обвинением в шпионаже в пользу Великобритании. Однако, несмотря на появление свободного рынка, резкий рост ряда современных отраслей промышленности, увеличение объемов сельскохозяйственной продукции и доли экспорта, Иран по-прежнему оставался финансово неблагополучным и слабым государством и был не в состоянии извлечь максимум выгоды из успешно завершенного строительства. Наибольшее значение новая железная дорога получила в составе Трансиранского маршрута, ставшего частью обширной программы помощи США своим стратегическим союзникам, известной как Ленд-лиз.

## Британо-советское управление в 1941—1942 годах
В августе 1941 года советские, британские и британские индийские войска вторглись в Иран для защиты своих нефтяных поставок и обеспечения безопасности Трансиранского маршрута из Персидского залива в центральноазиатские республики Советского Союза. В сентябре 1941 года союзники взяли на себя управление и обслуживание Трансиранской железной дороги: британский Корпус королевских инженеров под командованием бригадира Годфри Д. Родос взял под контроль южный участок между Тегераном и портом Бендер-Шахпура (сегодняшний Бендер-Хомейни), а Рабоче-крестьянская Красная армия приняла управление северным отрезком между Тегераном и портом Бендер-Шаха (ныне Бендер-Торкемен) на Каспийском море.
Корпус королевских инженеров принялся расширять пропускную способность Трансиранского маршрута за счет постройки железнодорожных станций-развязок в Бендер-Шахпуре, Ахвазе и Эндимешке, а также присоединения новой линии из Ахваза в Хорремшехр на Шатт-эль-Арабе. В Абадане был построен транспортный узел для перегрузки локомотивов с торговых судов на баржи, которые сплавлялись по реке Карун к порту Ахваза, где выгружались из барж на железнодорожные пути. Когда британцы только начали эксплуатировать Трансиранскую железную дорогу в 1941 году, она была способна пропускать лишь один грузовой состав в день, но уже в первом квартале 1942 года общий объем грузоперевозок составлял 978 тонн в день, а к сентябрю 1943 года грузооборот возрос до 5 400 тонн в день, что стало возможным благодаря ввозу новых локомотивов, вагонов и привлечения опытных работников.
В локомотивном парке южного участка в Ахвазе первоначально значились два немецких паровоза типа 1-5-0, семь немецких 1-4-0, два 1-4-0 производства «Beyer-Peacock», два 0-5-0 австрийского производства и семь малых локомотивов, причем из них лишь 1-5-0 находились в приемлемом состоянии. В декабре из Британии начали прибывать десятки паровозов LMS типа 1-4-0, а вместе с ними и 840 грузовых вагонов грузоподъемностью в 20 тонн. В феврале 1942 года были введены в эксплуатацию 27 отапливаемых углем паровозов LMS 1-4-0, получившие в системе иранских государственных железных дорог обозначение «класс 41.100». После того, как британцы доставили достаточное количество этих паровозов, некоторые из немецких локомотивов были переведены на северный участок Трансиранской железной дорогой, находящийся под контролем Советского Союза. С февраля по август 1942 года южный участок получил 96 отапливаемых нефтью LMS 1-4-0, обозначенных «классом 41.150», а к декабрю 1942 года к ним присоединились еще 19 паровозов «класса 41.100», работающих на угле. В том же году «Davenport Locomotive Works» поставил 24 дизель-механических маневровых локомотивов 0-2-0, заказанных Ираном еще до вторжения союзников и обозначенных «классом 20.01».

## Американо-советское управление в 1942—1945 годах

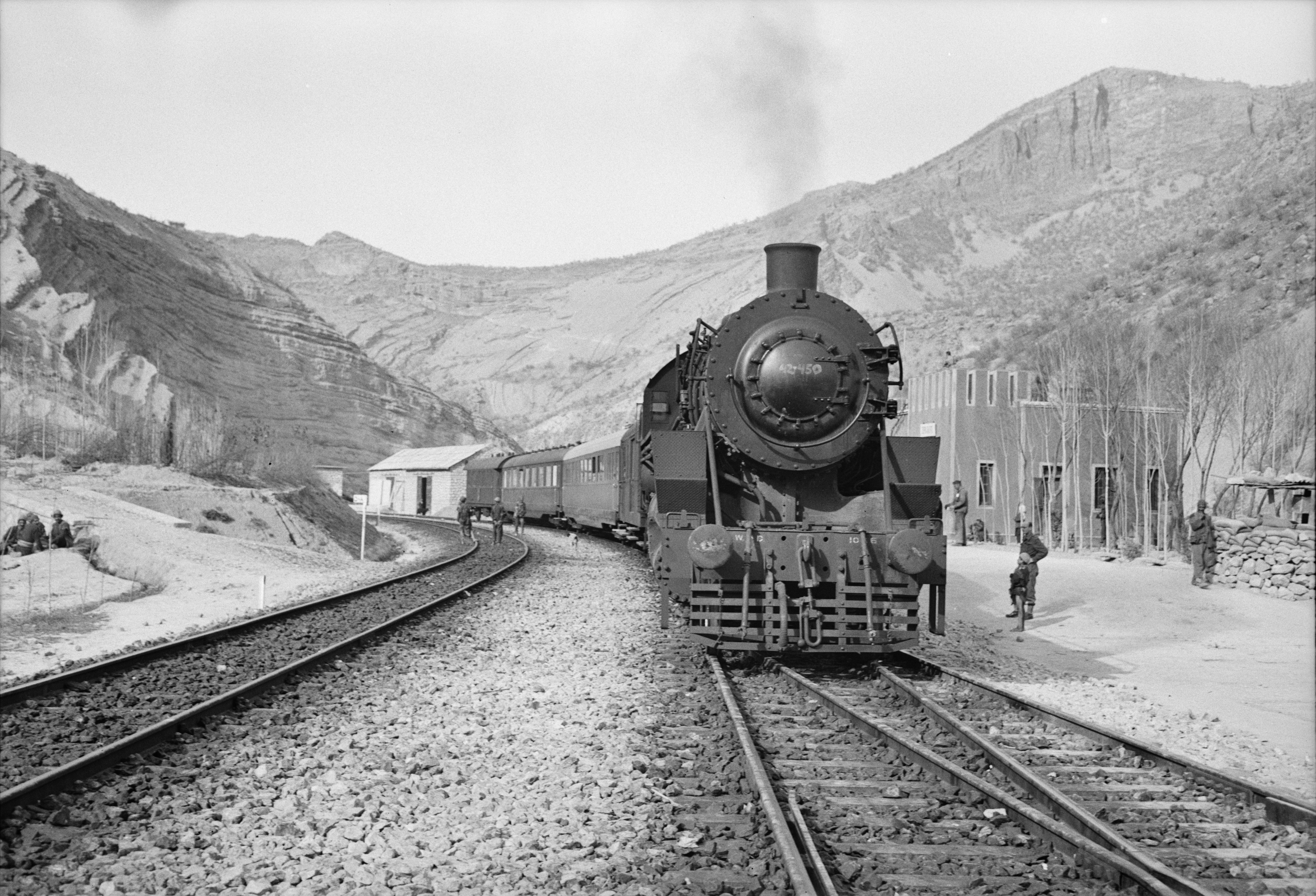
Американский грузовой поезд с помощью для России, 1943 год.

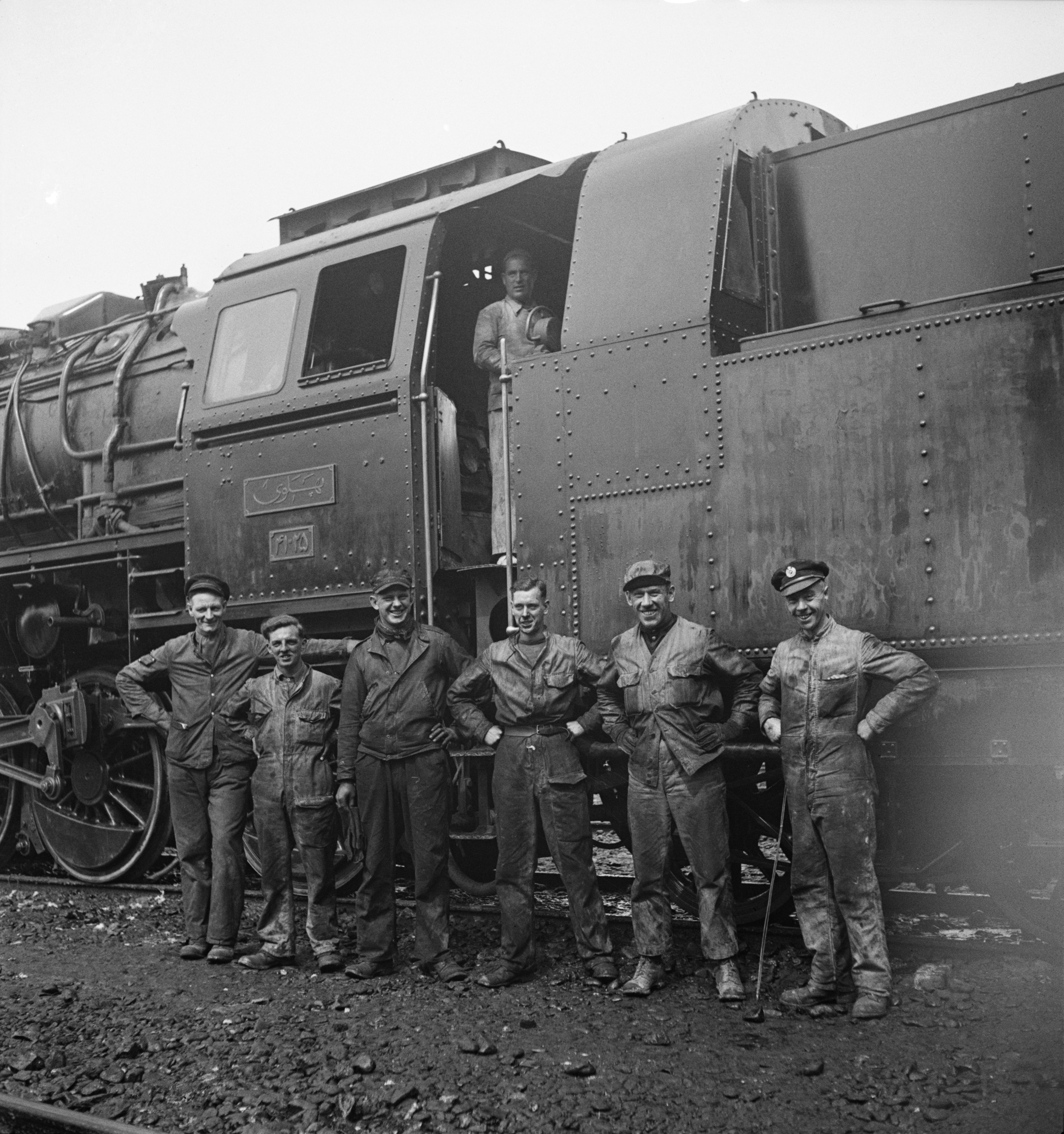
Американские и британские железнодорожники, 1943 год.

В декабре 1942 года британский Корпус королевских инженеров передал управление южным участком Трансиранской железной дороги Транспортному корпусу США (USATC). Американцы посчитали, что дизель-электровозы более пригодны для эксплуатации на отрезке, где на 166 км приходится 144 туннеля и ограничено водоснабжение, чем паровозы, испытывающие трудности в жарком климате иранских равнин и создающие своими дымом тяжелые условиях для обслуживающего их персонала, поэтому ввели в обращение 13 четырехосных тепловозов ALCO RS-1, построенных компанией American Locomotive Company (ALCO) и модернизированных в шестиосные RSD-1 мощностью в 1000 лошадиных сил, и еще 44 тепловоза RSD-1, произведенных специально для Трансиранской железной дороги. Эти 57 локомотивов осуществляли перевозку грузов на участке межу Бендер-Шахпуром (нынешний Бендер-Хомейни) и Эндимешком, в то время как отрезок между Эндимешком и Тегераном обслуживал 91 паровоз S200, получивший в системе нумерации иранских государственных железных дорог обозначение «класс 42.400».
Транспортный корпус США расширил парк Трансиранской железной дороги на 3 000 грузовых вагона, а в апреле 1943 года ввел в эксплуатацию еще 18 RSD-1 производства ALCO, что позволило американцам вернуть несколько LMS 1-4-0 британскому Средневосточному командованию и расширить область применения дизель-электровозов на север, сначала до Кума (в сентябре 1943 года), а затем и до Тегерана (в мае 1944 года). Благодаря этим мерам в 1944 году грузооборот составлял в среднем 6 489 тонн в день.
К маю 1945 года программа американской помощи СССР в рамках Ленд-лиза была завершена, и в июне Транспортный корпус США вывез свои локомотивы RSD-1 и вернул контроль на Трансиранской железной дорогой британским властям, которые в свою очередь передали управление Иранским государственным железным дорогам.

## Послевоенное расширение
Дальнейшее развитие Трансиранской железной дороги происходило медленно из-за нехватки финансовых средств: лишь с 1961 года началось существенное расширение железнодорожной сети с постройки ветки от Бендер-Торкемена до Горгана. 
Во время Ирано-иракской войны в 1980—1989 годах был сильно поврежден участок между Ахвазом и Хорремшехром.
В 2007 году главы Казахстана, Туркменистана и Ирана подписали соглашение о строительстве новой железной дороги, которая связала бы представляемые ими страны, что предполагало расширение северного отрезка Трансиранской железной дороги от Горгана до Инче-Буруна, и 3 декабря 2014 года железнодорожное сообщение было открыто.
23 ноября 2015 года Президент Российской Федерации В. Путин посетил Иран с визитом, в ходе которого подписал договор об электрификации северного участка Трансиранской железной дороги от туркменской границы до Гермсара, для чего будут расширены многочисленные туннели маршрута.